# Réserve naturelle de Dahliafleur
La réserve naturelle de Dahliafleur est une réserve naturelle en Côte d’Ivoire créée le 14 octobre 2004. Elle est située dans la commune de Bingerville, dans le district d’Abidjan, et s’étend sur une superficie de 148 hectares.

## Histoire
Dans les années 1960, un botaniste italien du nom Barbeta s’installe sur ce site. Le président Felix Houphouët Boigny lui céda, le 25 janvier 1994, en lettre manuscrite ce terrain qui avait à l’époque 200 ha. Sur son domaine, Barbeta construit sa maison et monte un laboratoire de fleur, de greffe et de croisement entre plusieurs variétés de fleur et lui donnera le nom de Dahlia, sa fleure préférée. A sa mort en 2001, il est enterré dans la réserve. Sa tombe et son laboratoire sont encore dans ce domaine. Une partie de la réserve est rattrapée par l’urbanisation rapide de la ville d’Abidjan.
Pour préserver cet espace naturel, l’État ivoirien déclare en 2004 la réserve de Dahliafleur « domaine d’utilité publique » par le décret no 2004-566 du 14 octobre 2004. En 2007, le décret no 00895/MINEEF/ du 17 octobre 2007 déclare encore une fois la réserve de domaine d’utilité publique avec la dénomination “Réserve Naturelle Partielle de Dahliafleur, avec une superficie d’environ 148 hectares, et est gérée par l’Office Ivoirien des Parcs et Réserves (OIPR).
En février 2013, un autre décret va renforcer la protection de ce domaine en l’érigeant au rang de réserve naturelle partielle,.

## Description
La réserve naturelle de Dahliafleur est localisée dans la commune de Bingerville, située dans le district d'Abidjan, dans le Sud de la Côte d'Ivoire. Plus précisément, elle se trouve dans le quartier Abatta, couvrant une superficie de 148 hectares. Ses limites sont définies au nord par des villages, à l'est par la lagune Ebrié. Les frontières sud et ouest de la réserve sont délimitées par différents titres fonciers.

### végétation
On y trouve une forêt secondaire dégradée au premier niveau, principalement dans la partie centrale dû à d'intenses activités horticoles qui ont été abandonnées depuis 2001. Le deuxième niveau de dégradation, observable dans les parties périphériques, est principalement causé par la proximité des populations riveraines qui pratiquent des activités agricoles. La section de la réserve située entre ces deux zones est la mieux préservée de l'ensemble de la réserve. Ainsi, on peut diviser la végétation de la réserve naturelle partielle de Dahliafleur en trois biotopes en fonction de leur niveau de dégradation. Sa végétation est à la fois composée de forêt marécageuse et de brousse basse.
La diversité de végétation est favorable à la recherche scientifique, notamment grâce à 91 hectares de forêt bien conservée.

### Relief et climat
Le relief de la réserve est relativement accidenté, et elle se trouve dans le secteur ombrophile du domaine guinéen. Le climat y est caractérisé par des températures de faibles amplitudes, variant de 25 °C à 28,9 °C, ainsi que par des précipitations abondantes atteignant 292,61 mm en octobre, selon les données de Sodexam en 2019.

### Faune
On retrouve dans la réserve la présence de quelques mammifères, tels que le Guib harnaché, le Céphalophe de Maxwell, et l'antilope royale, ainsi que de nombreux autres animaux. Dahliafleur abrite aussi des civettes (civettictis civetta), des cerfs et biches (cervidae), de gazelles (gazella), des varans (varanus), des rats (rattus), des écureuils (sciurus vulgaris), pangolin (pholidota), mangouste (herpestidae).
Au total 15 espèces de mammifères avec 142 espèces d’oiseaux reparties en 43 familles et 18 ordres ont été recensées dans la réserve naturelle de Dahliafleur.

## Domaine bini
En collaboration avec l’Office Ivoirien des Parcs et Réserves (OIPR), le domaine Bini gère la réserve naturelle de Dahliafleur depuis février 2021, avec un concept écotouristiques préservateur de l’écosystème. Proposant des activités tels que : camper en forêt, faire du vélo, randonnée, marche et pique-nique.

## Affaire Dahliafleur: Menace de destruction
En 2022 un projet de construction d’un complexe hôtelier de 1000 chambres sur le site de Dahliafleur menacerait la suivie de la réserve naturelle. Le géant de l’hôtellerie de luxe Accor est présenté comme porteur de ce projet d’aménagement. Créant ainsi une vaque de contestation chez les défenseurs de l’environnement,,. Le ministère du tourisme produit un communiqué dans lequel il reconnait l’existence du projet qui « vise essentiellement la mise en valeur touristique du site en y intégrant intelligemment des modules écologiques qui contribueront à donner une vie à la réserve et à la protéger de la pression urbaine. »,.

## Galerie

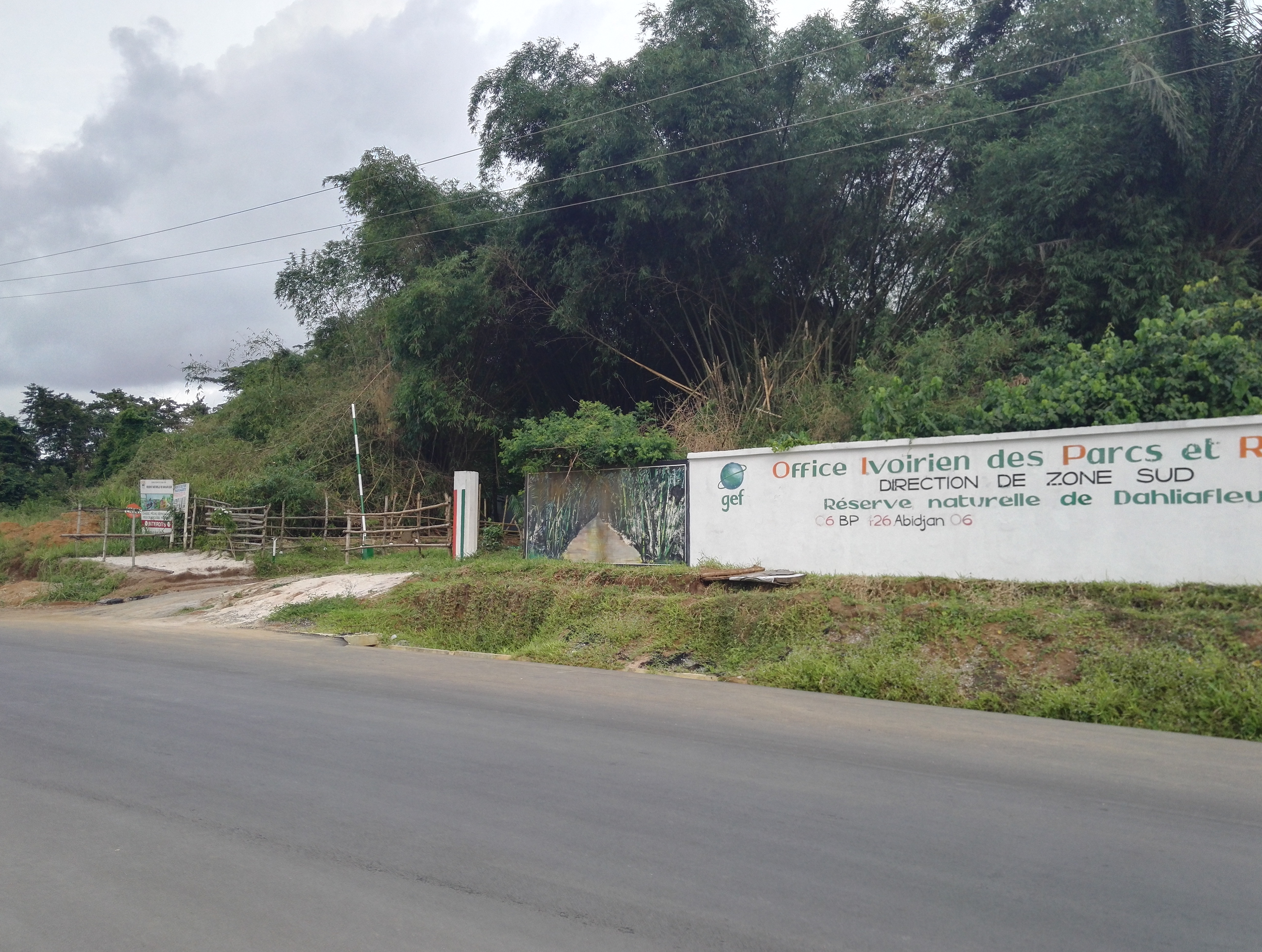
Entrée Sud
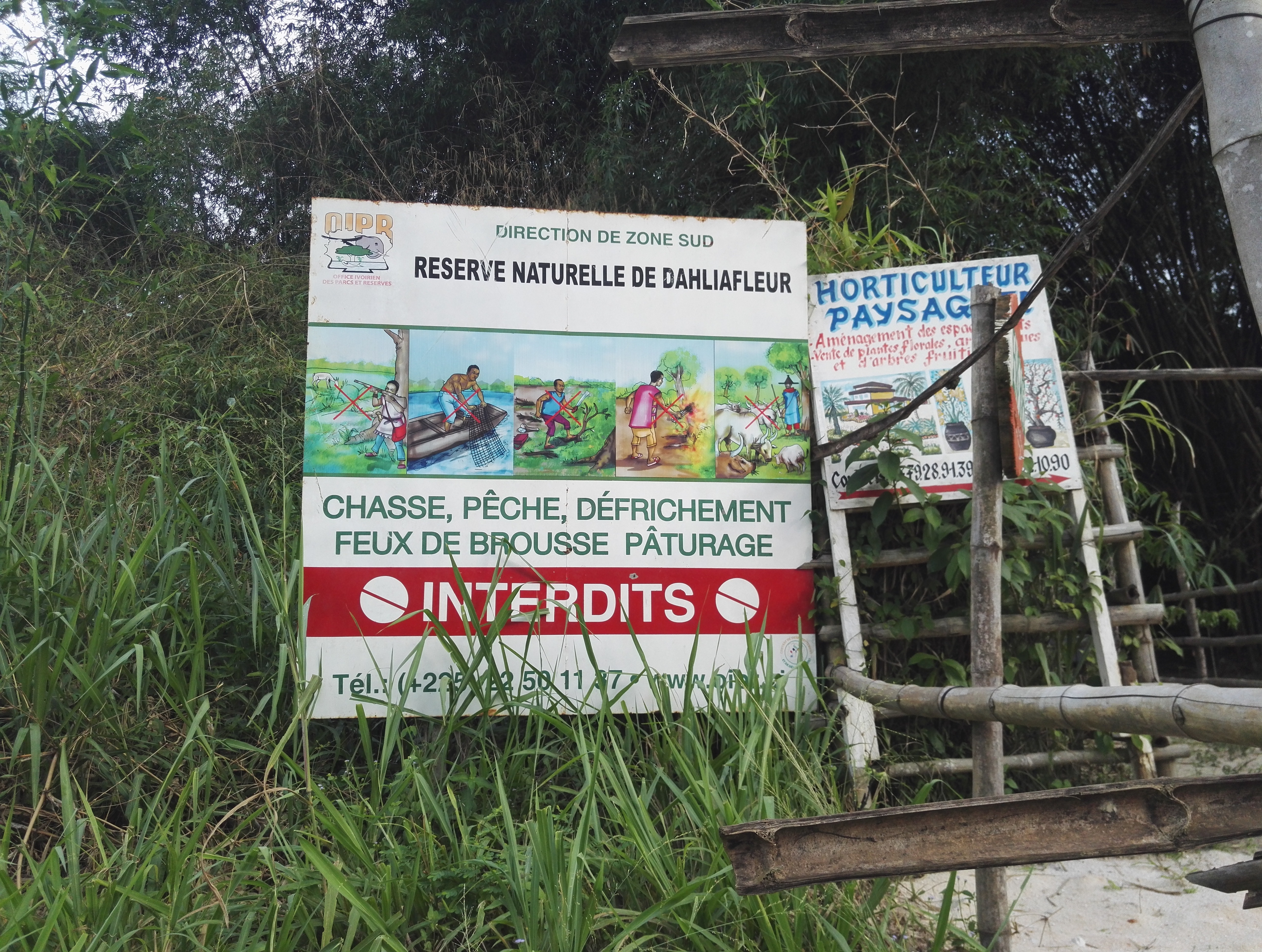
Chasse, pêche et feux interdis
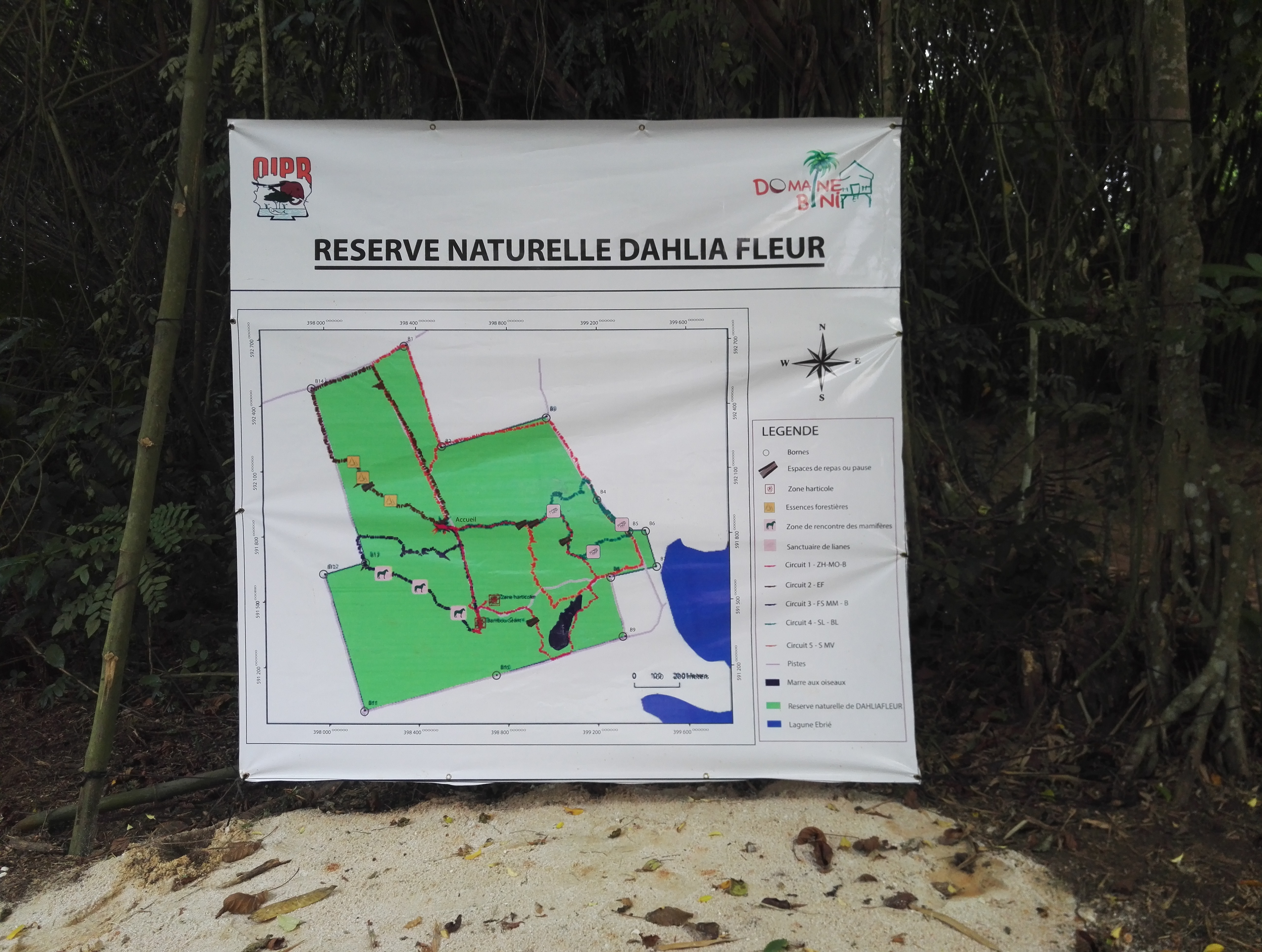
Plan de la réserve
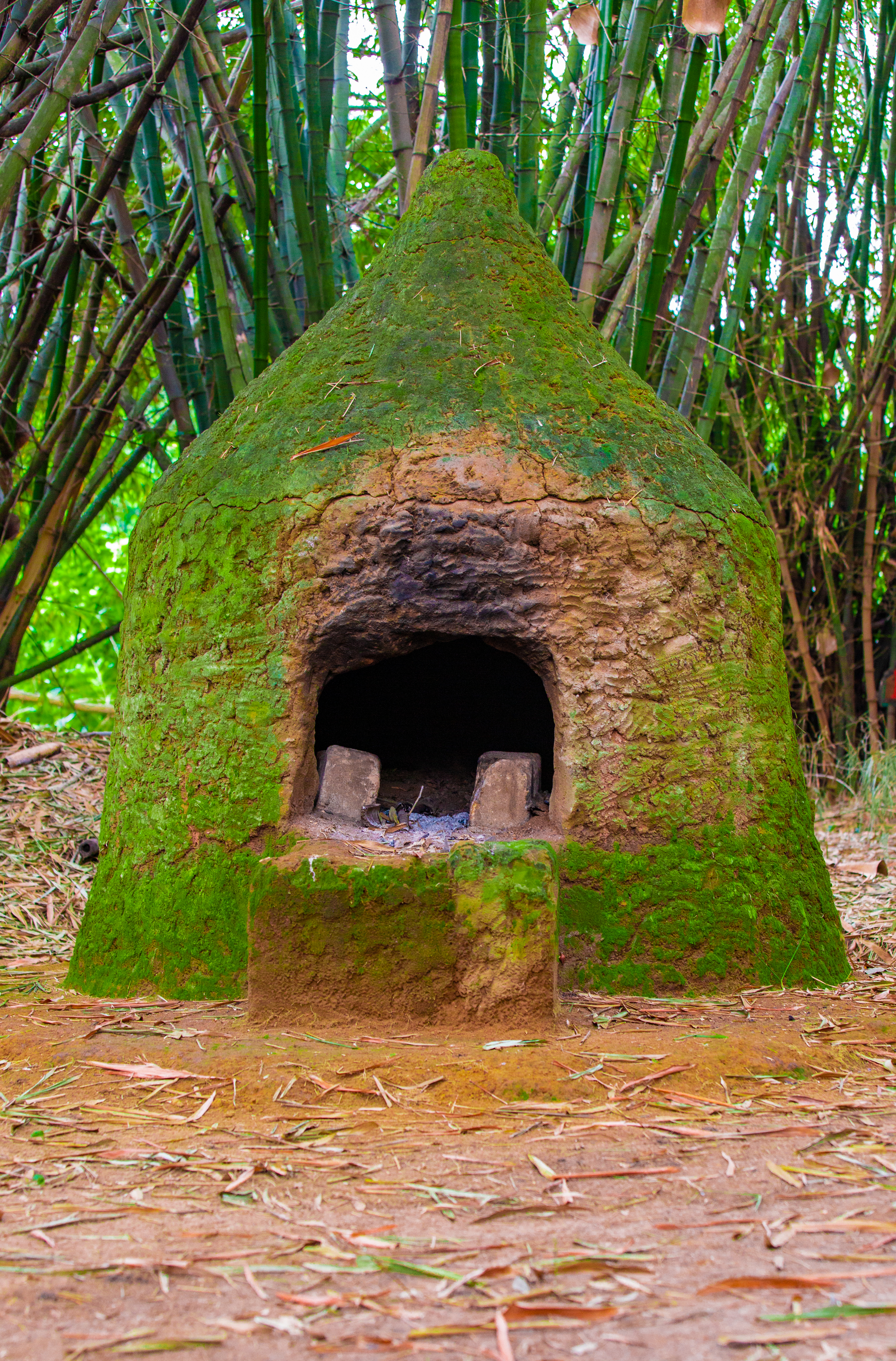
Four traditionnel fait à base d'argile
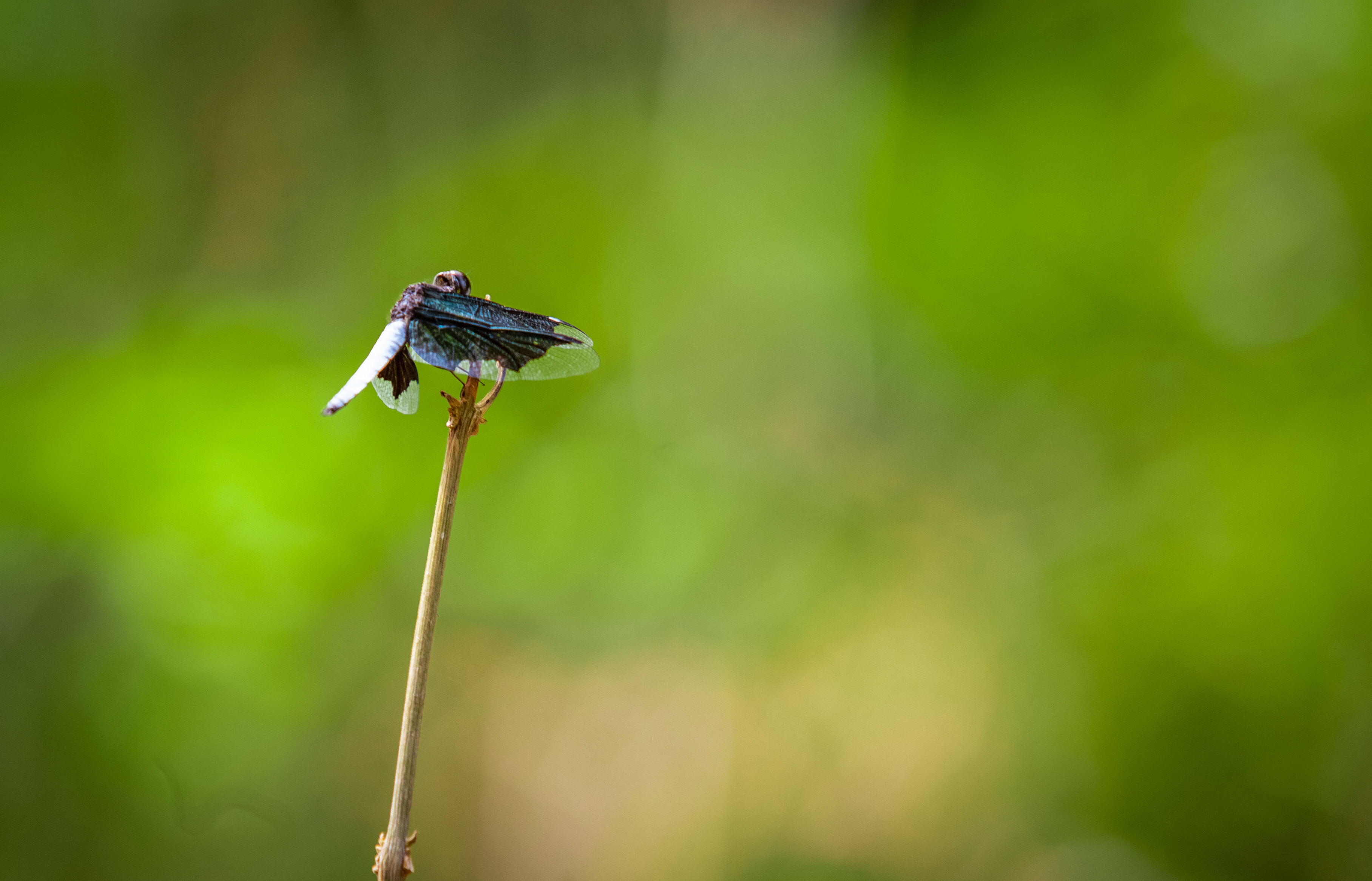
Libellule
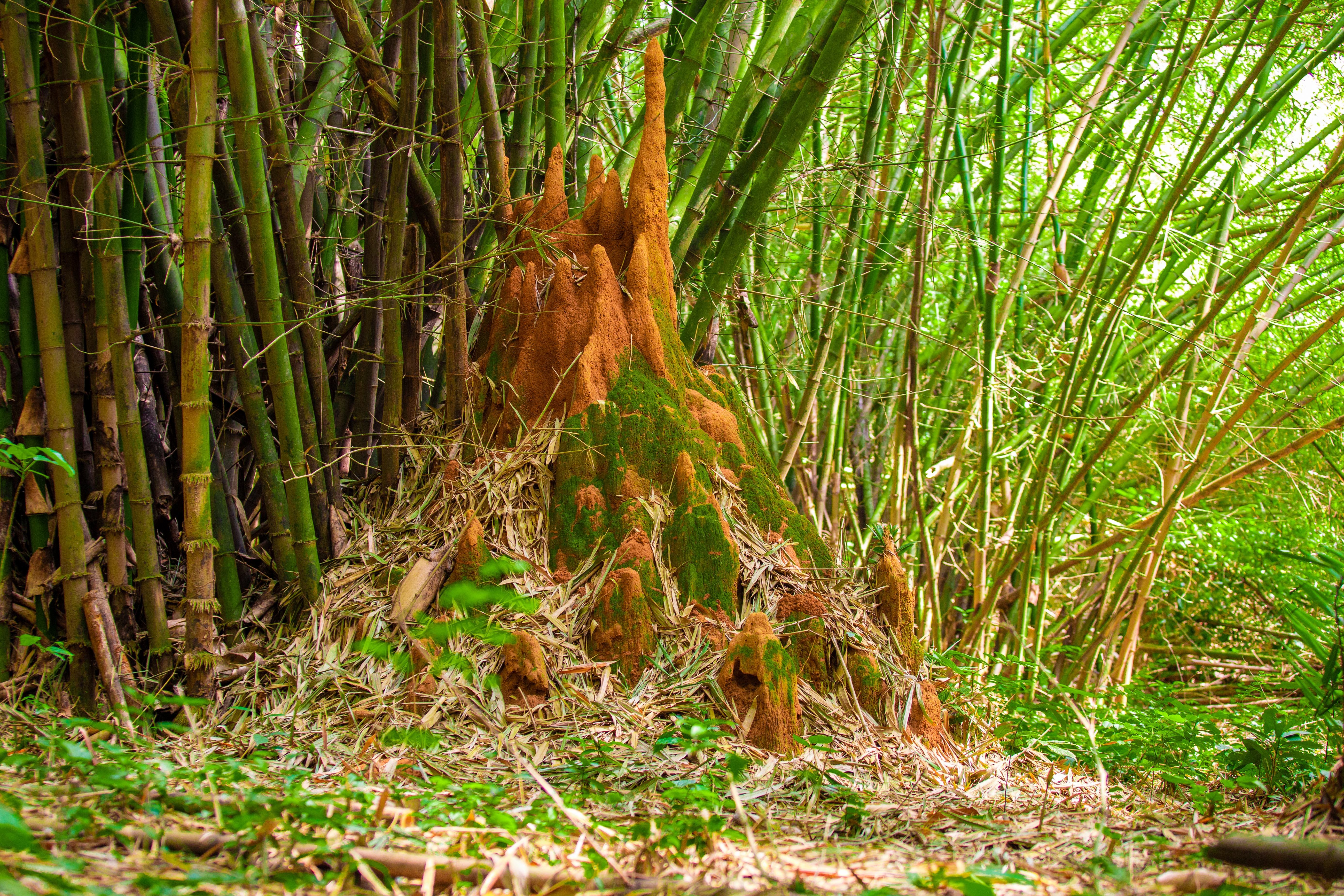
Termitière
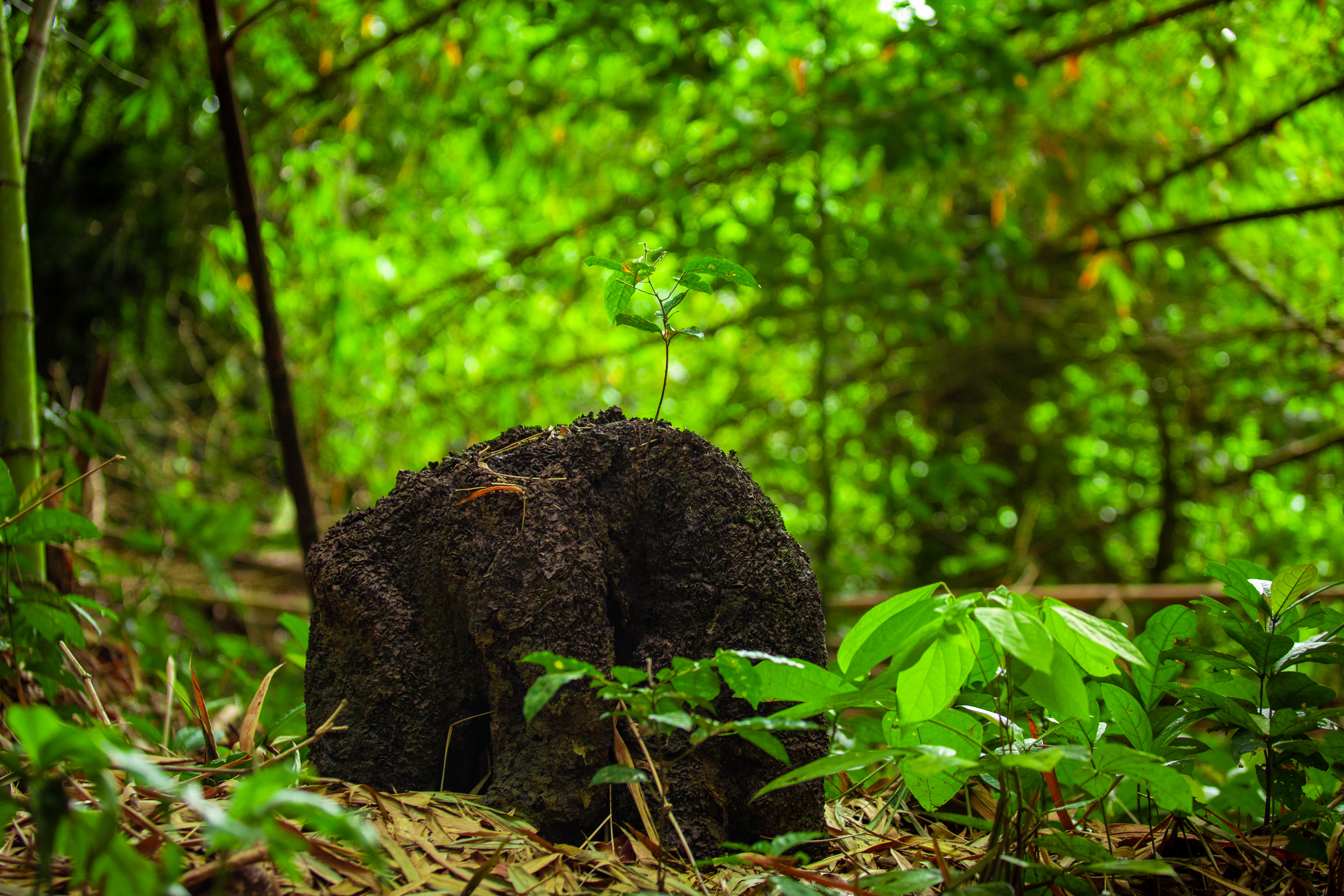
Jeune arbre poussant hors d'une termitière
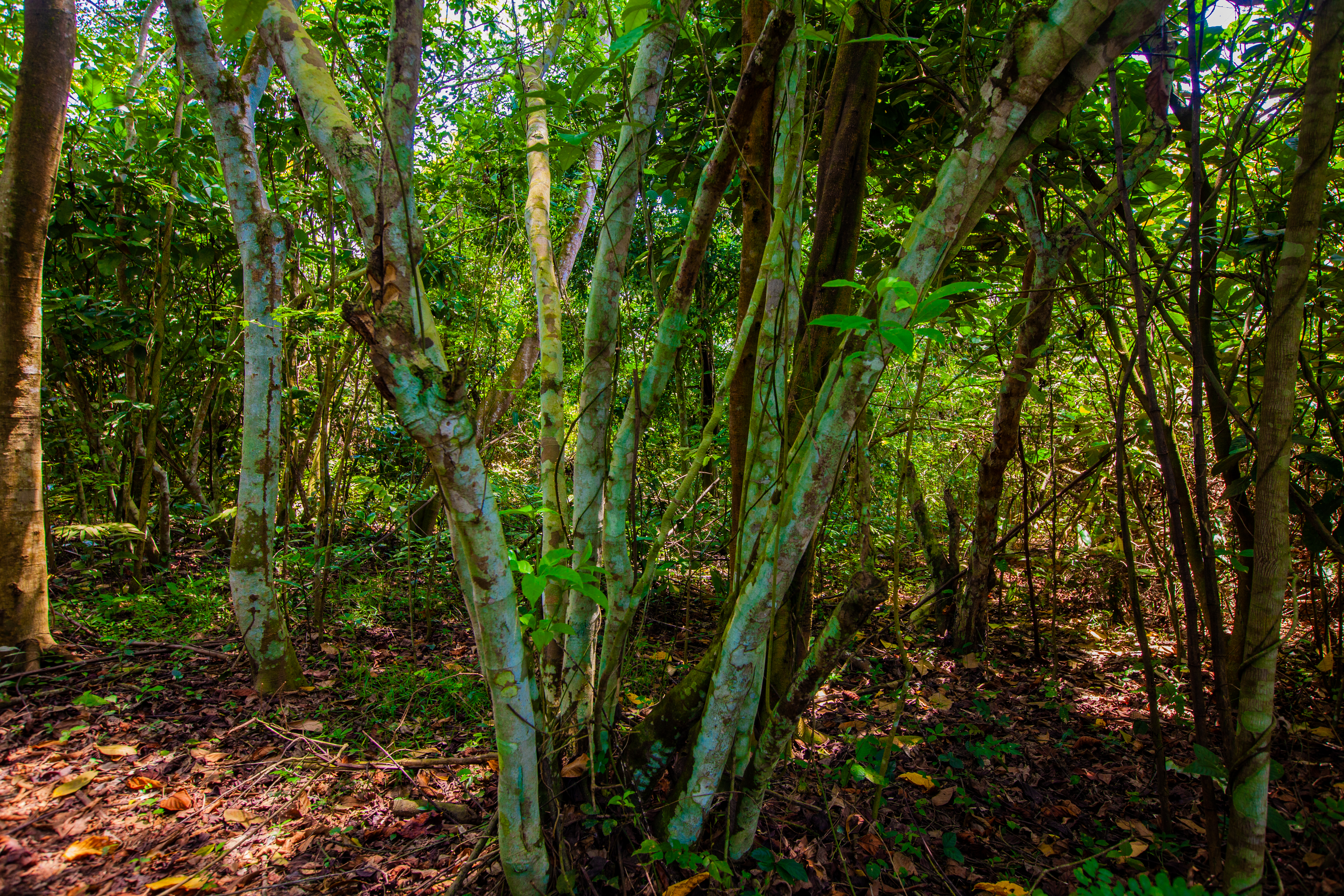
Arbres Durio ?
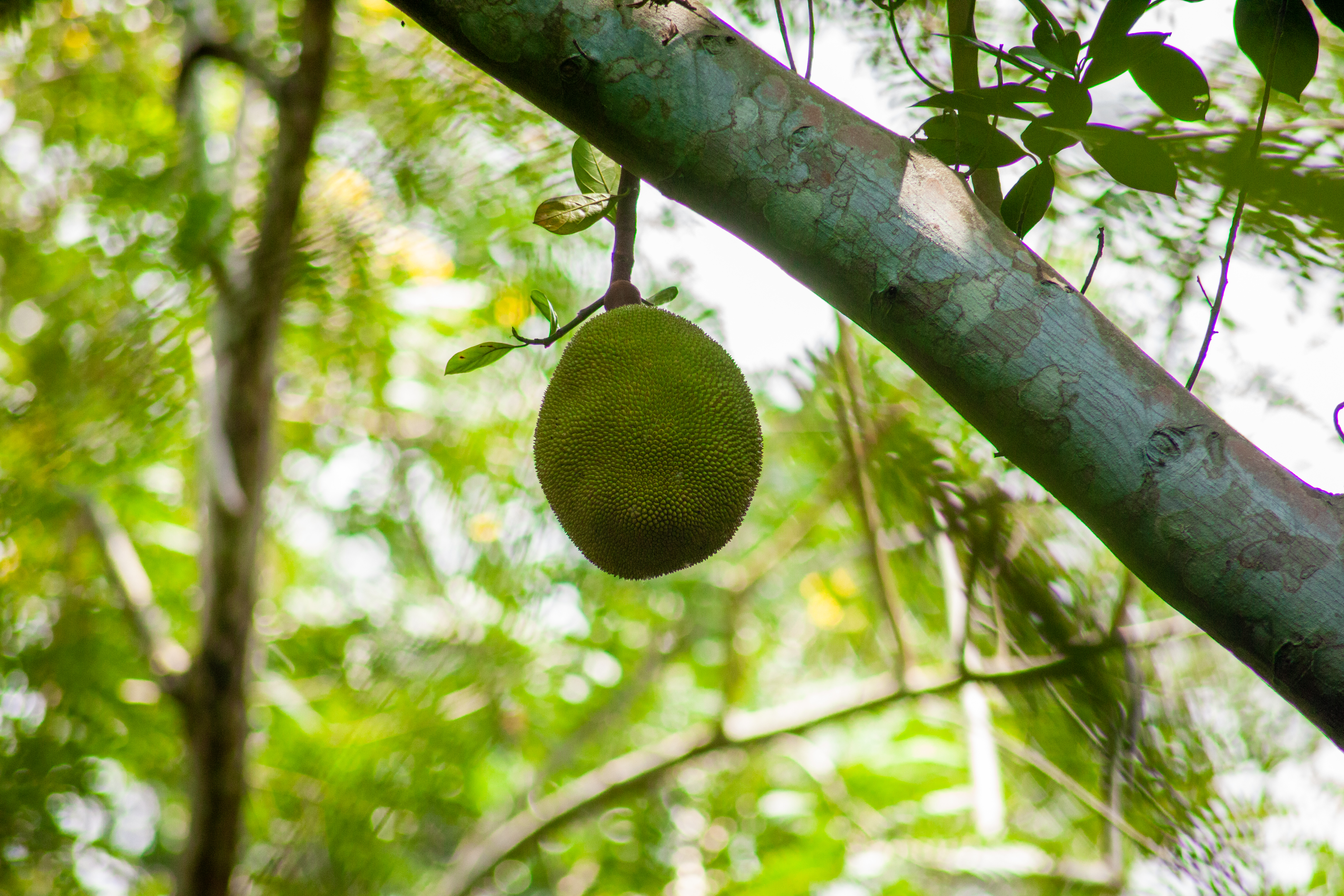
Durian
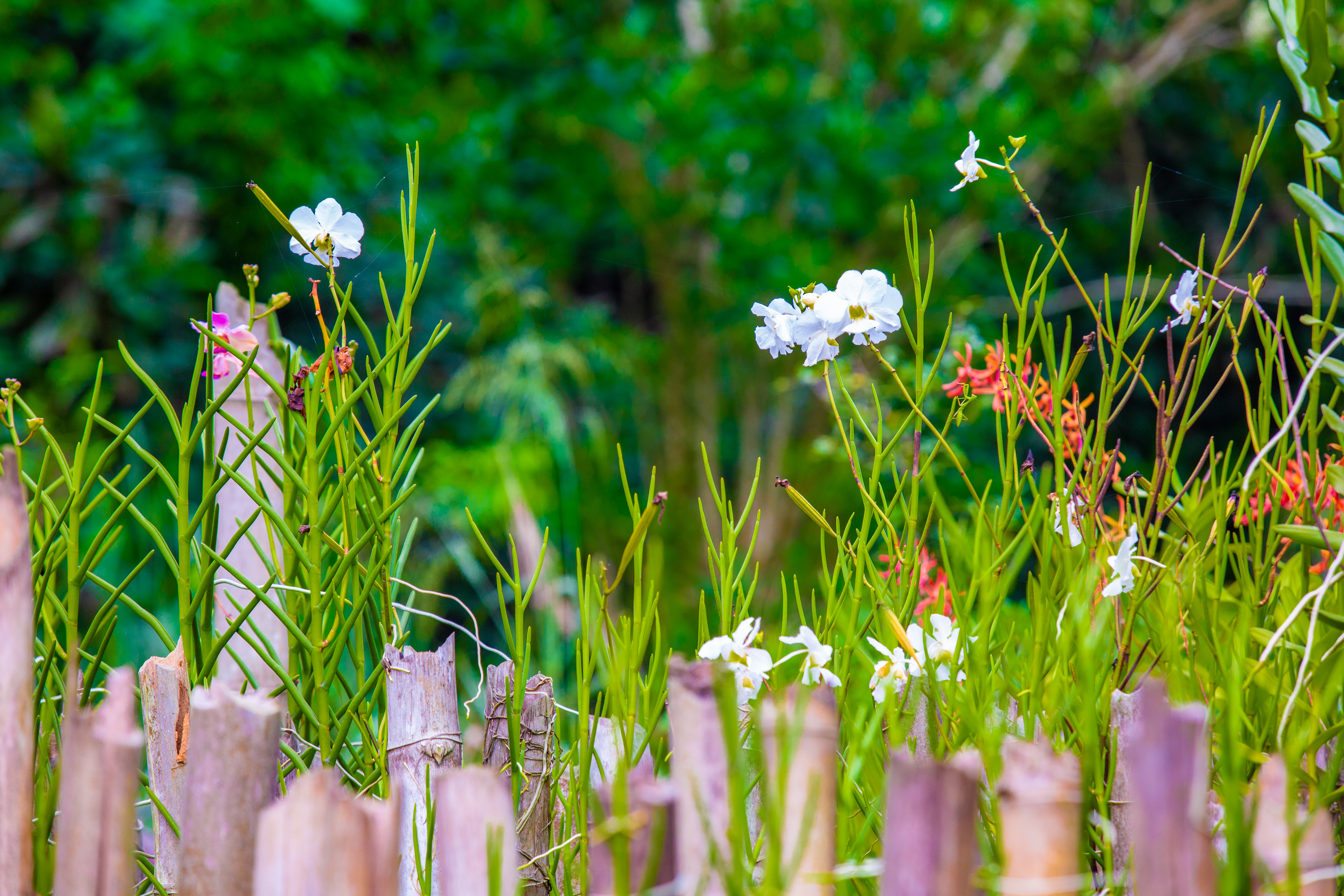
Orchidées près d'une clôture
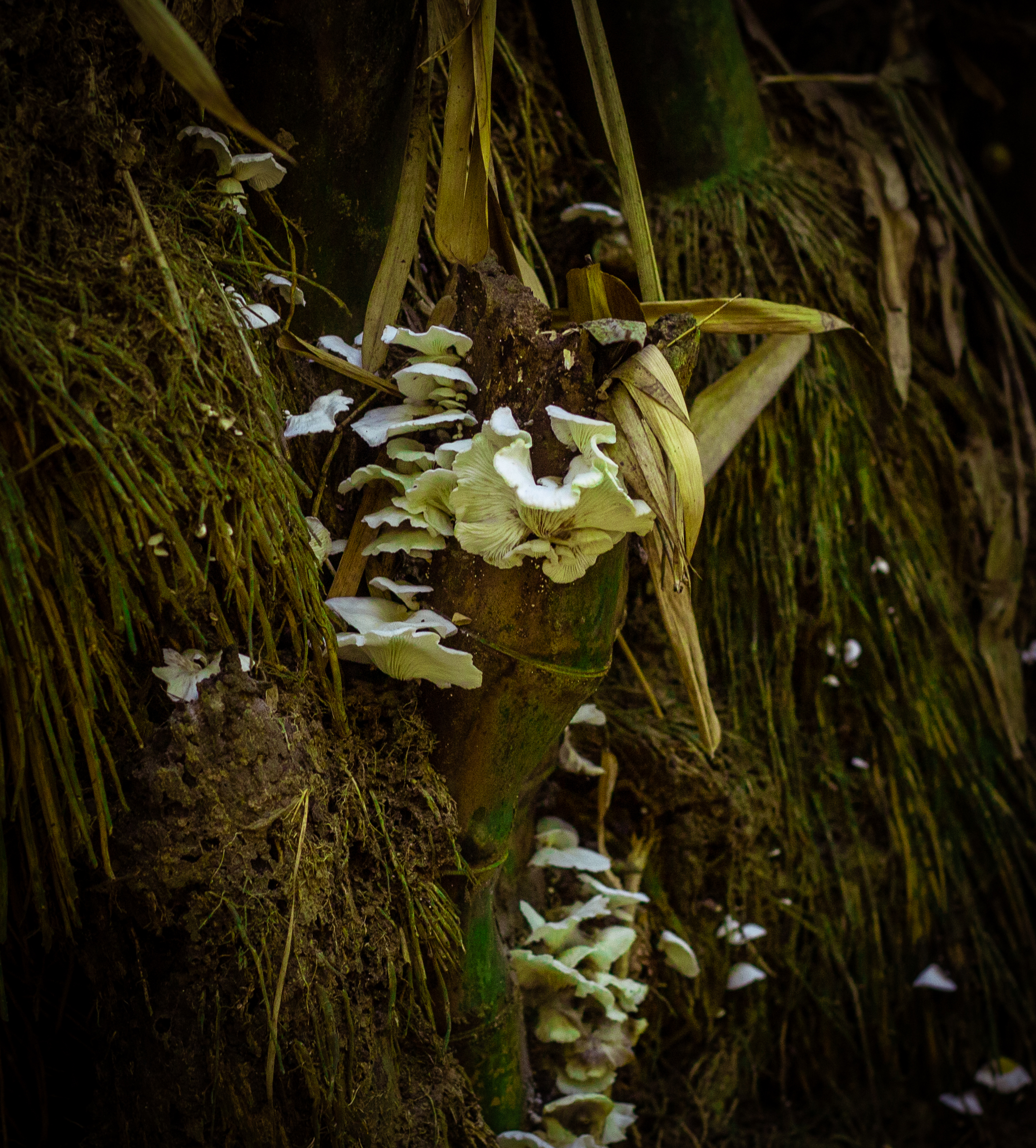
Champignon polypore
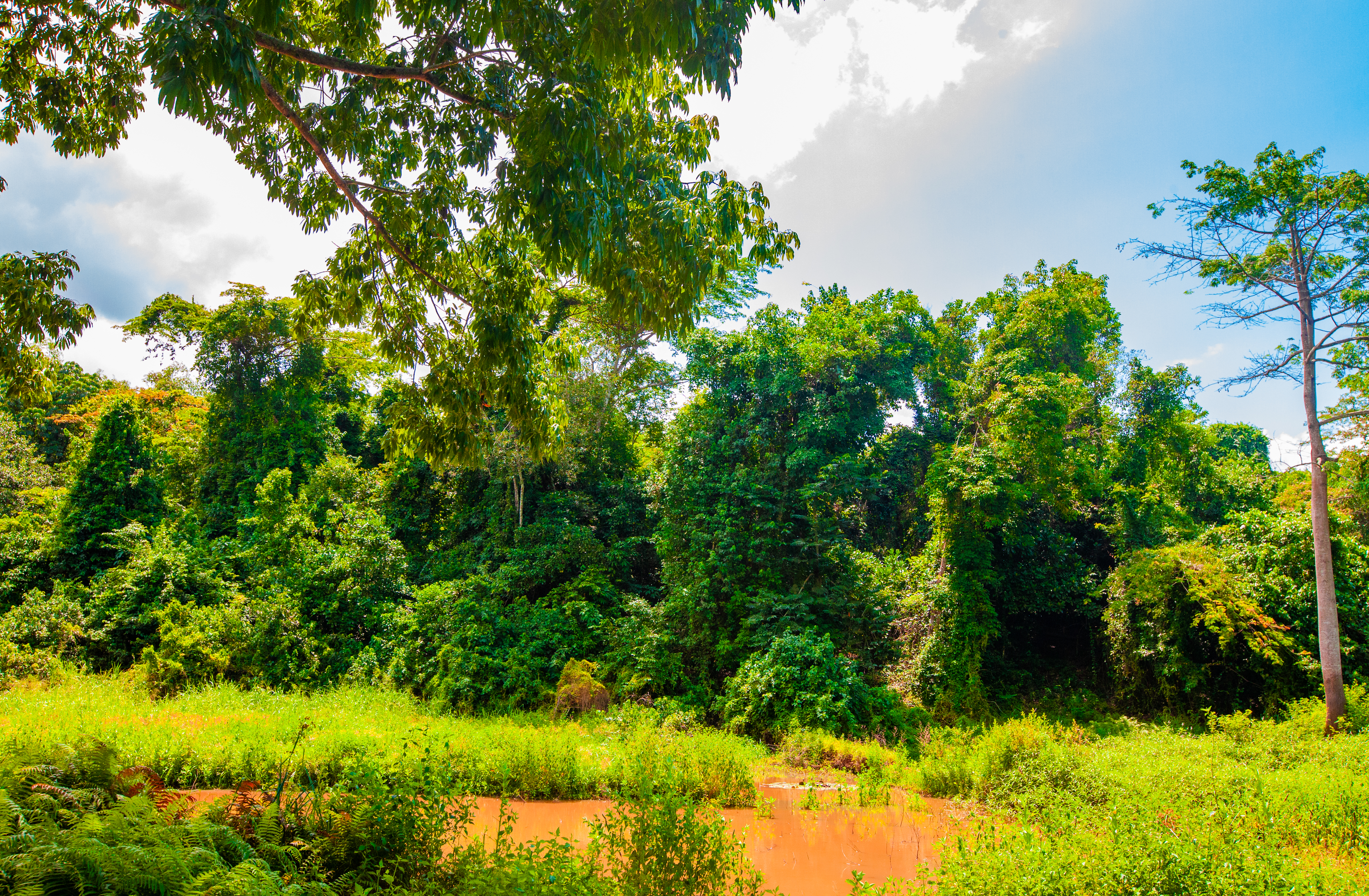
Mare
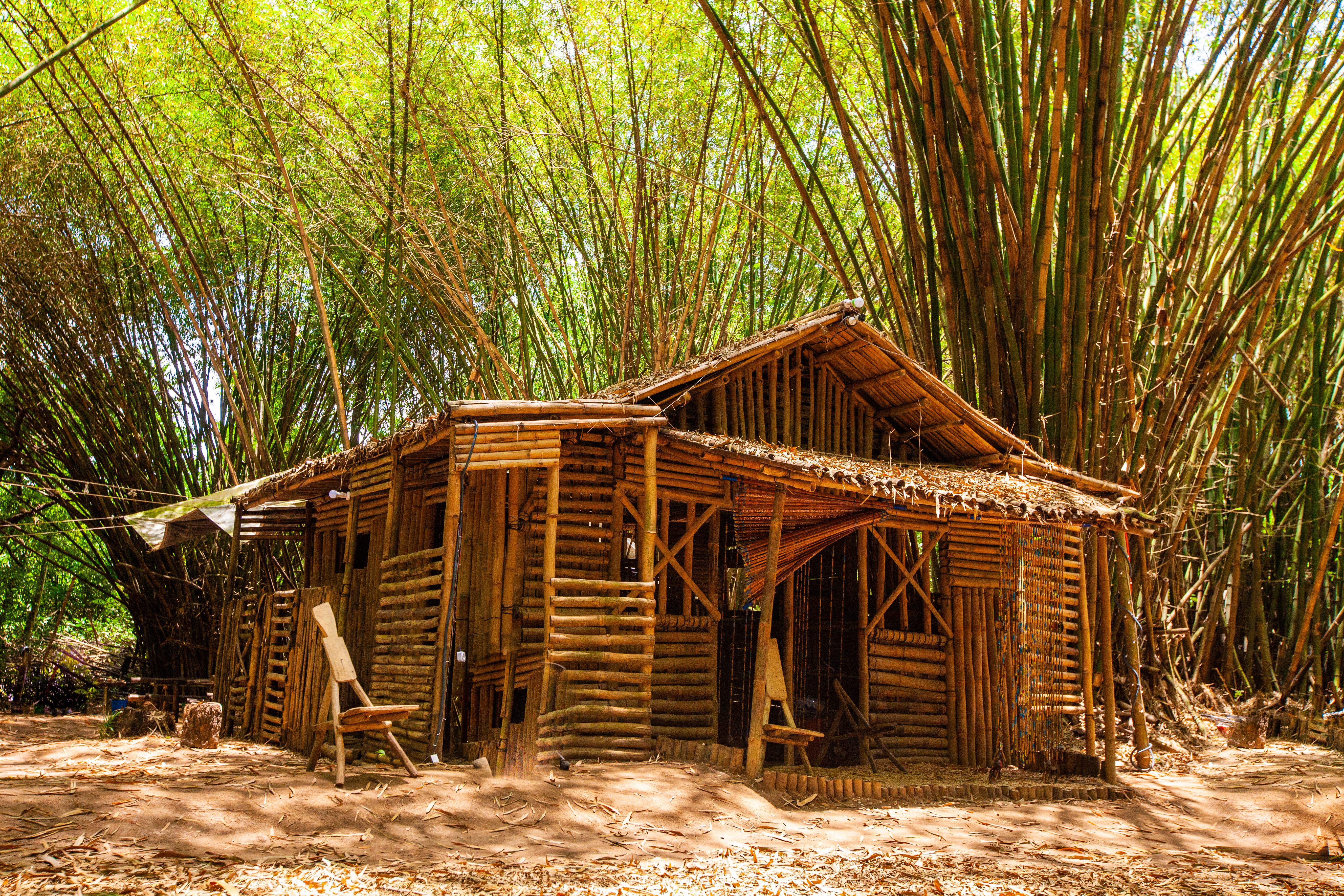
Cabane dans la réserve